# Grand Prix mondial de volley-ball 2007
Navigation
Grand Prix 2006 Grand Prix 2008
Le 15e Grand Prix mondial de volley-ball s'est déroulée du 3 au 26 août 2007. 
Au cours des trois premières semaines chaque équipe a joué neuf matches au total. Les tours préliminaires ont été organisés au Japon (3x), en Italie, en Pologne, à Macao, à Hong Kong, en Russie et à Taïwan. 
Le tournoi final a été joué à Ningbo en Chine sur cinq jours. La Chine et les cinq meilleures équipes des tours préliminaires se sont rencontrées chacune à leur tour (round Robin) pour désigner le vainqueur.

## Équipes participantes
| Europe                         | Amérique                                      | Asie                          |
| ------------------------------ | --------------------------------------------- | ----------------------------- |
| Italie Pays-Bas Pologne Russie | Brésil Cuba République dominicaine États-Unis | Chine Japon Kazakhstan Taïwan |

## Tournois Préliminaires

### Premier week-end
| Groupe A                                                  | Groupe B                                    | Groupe C                                       |
| --------------------------------------------------------- | ------------------------------------------- | ---------------------------------------------- |
| Site : Tokyo Japon Cuba République dominicaine Kazakhstan | Site : Vérone Italie Brésil Pays-Bas Taïwan | Site : Rzeszów Pologne Chine Russie États-Unis |

#### Groupe A (Tokyo)
| Rang | Équipe                 | Point | J | G | P | PP  | PC  | Ratio | SP | SC | Ratio |
| 1    | Cuba                   | 6     | 3 | 3 | 0 | 256 | 209 | 1,225 | 9  | 2  | 4,500 |
| 2    | Japon                  | 5     | 3 | 2 | 1 | 251 | 222 | 1,131 | 8  | 3  | 2,667 |
| 3    | Kazakhstan             | 4     | 3 | 1 | 2 | 219 | 255 | 0,859 | 3  | 8  | 0,375 |
| 4    | République dominicaine | 3     | 3 | 0 | 3 | 217 | 257 | 0,844 | 2  | 9  | 0,222 |

#### Groupe B (Vérone)
| Rang | Équipe   | Point | J | G | P | PP  | PC  | Ratio | SP | SC | Ratio |
| 1    | Brésil   | 6     | 3 | 3 | 0 | 264 | 188 | 1,404 | 9  | 2  | 4,500 |
| 2    | Italie   | 5     | 3 | 2 | 1 | 253 | 211 | 1,199 | 8  | 3  | 2,667 |
| 3    | Pays-Bas | 4     | 3 | 1 | 2 | 175 | 198 | 0,884 | 3  | 6  | 0,500 |
| 4    | Taïwan   | 3     | 3 | 0 | 3 | 130 | 225 | 0.578 | 0  | 9  | 0,000 |

#### Groupe C (Rzeszów)
| Rang | Équipe     | Point | J | G | P | PP  | PC  | Ratio | SP | SC | Ratio |
| 1    | Russie     | 5     | 3 | 2 | 1 | 231 | 210 | 1,100 | 6  | 4  | 1,500 |
| 2    | États-Unis | 5     | 3 | 2 | 1 | 246 | 232 | 1,060 | 6  | 5  | 1,200 |
| 3    | Chine      | 5     | 3 | 2 | 1 | 276 | 271 | 1,018 | 7  | 5  | 1,400 |
| 4    | Pologne    | 3     | 3 | 0 | 3 | 252 | 292 | 0,863 | 4  | 9  | 0,444 |

### Second week-end
| Groupe D                                  | Groupe E                                            | Groupe F                                                     |
| ----------------------------------------- | --------------------------------------------------- | ------------------------------------------------------------ |
| Site : Tokyo Japon Taïwan Brésil Pays-Bas | Site : Khabarovsk Russie Cuba Kazakhstan États-Unis | Site : Hong Kong Pologne Chine République dominicaine Italie |

#### Groupe D (Tokyo)
| Rang | Équipe   | Point | J | G | P | PP  | PC  | Ratio | SP | SC | Ratio |
| 1    | Brésil   | 6     | 3 | 3 | 0 | 226 | 167 | 1,353 | 9  | 0  | MAX.  |
| 2    | Pays-Bas | 5     | 3 | 2 | 1 | 261 | 232 | 1,125 | 6  | 5  | 1,200 |
| 3    | Japon    | 4     | 3 | 1 | 2 | 226 | 232 | 0,974 | 5  | 6  | 0,833 |
| 4    | Taïwan   | 3     | 3 | 0 | 3 | 143 | 225 | 0,636 | 0  | 9  | 0,000 |

#### Groupe E (Khabarovsk)
| Rang | Équipe     | Point | J | G | P | PP  | PC  | Ratio | SP | SC | Ratio |
| 1    | Russie     | 6     | 3 | 3 | 0 | 293 | 270 | 1,085 | 9  | 4  | 2,250 |
| 2    | États-Unis | 5     | 3 | 2 | 1 | 290 | 284 | 1,021 | 8  | 5  | 1,600 |
| 3    | Cuba       | 4     | 3 | 1 | 2 | 271 | 270 | 1,004 | 6  | 6  | 1,000 |
| 4    | Kazakhstan | 3     | 3 | 0 | 3 | 219 | 249 | 0,880 | 1  | 9  | 0,111 |

#### Groupe F (Hong Kong)
| Rang | Équipe                 | Point | J | G | P | PP  | PC  | Ratio | SP | SC | Ratio |
| 1    | Pologne                | 6     | 3 | 3 | 0 | 269 | 233 | 1,155 | 9  | 3  | 3,000 |
| 2    | Italie                 | 5     | 3 | 2 | 1 | 258 | 244 | 1,057 | 7  | 5  | 1,400 |
| 3    | Chine                  | 4     | 3 | 1 | 2 | 275 | 243 | 1,132 | 7  | 6  | 1,167 |
| 4    | République dominicaine | 3     | 3 | 0 | 3 | 143 | 225 | 0,636 | 0  | 9  | 0,000 |

### Troisième week-end
| Groupe G                                     | Groupe H                                                  | Groupe I                                    |
| -------------------------------------------- | --------------------------------------------------------- | ------------------------------------------- |
| Site : Osaka Japon Kazakhstan Pologne Russie | Site : Taipei Taïwan Brésil République dominicaine Italie | Site : Macao Chine Cuba Pays-Bas États-Unis |

#### Groupe G (Osaka)
| Rang | Équipe     | Point | J | G | P | PP  | PC  | Ratio | SP | SC | Ratio |
| 1    | Pologne    | 6     | 3 | 3 | 0 | 269 | 233 | 1,155 | 9  | 2  | 4,500 |
| 2    | Russie     | 5     | 3 | 2 | 1 | 264 | 260 | 1,015 | 6  | 6  | 1,000 |
| 3    | Japon      | 4     | 3 | 1 | 2 | 242 | 248 | 0,976 | 5  | 6  | 0,833 |
| 4    | Kazakhstan | 3     | 3 | 0 | 3 | 243 | 277 | 0,877 | 3  | 9  | 0,333 |

#### Groupe H (Taipei)
| Rang | Équipe                 | Point | J | G | P | PP  | PC  | Ratio | SP | SC | Ratio |
| 1    | Italie                 | 6     | 3 | 3 | 0 | 263 | 227 | 1,159 | 9  | 2  | 4,500 |
| 2    | Brésil                 | 5     | 3 | 2 | 1 | 238 | 195 | 1,221 | 7  | 3  | 2,333 |
| 3    | République dominicaine | 4     | 3 | 1 | 2 | 214 | 231 | 0,926 | 4  | 6  | 0,667 |
| 4    | Taïwan                 | 3     | 3 | 0 | 3 | 163 | 225 | 0,724 | 0  | 9  | 0,000 |

#### Groupe I (Macao)
| Rang | Équipe     | Point | J | G | P | PP  | PC  | Ratio | SP | SC | Ratio |
| 1    | Pays-Bas   | 6     | 3 | 3 | 0 | 295 | 275 | 1,073 | 9  | 4  | 2,250 |
| 2    | Chine      | 4     | 3 | 1 | 2 | 265 | 263 | 1,008 | 6  | 6  | 1,000 |
| 3    | Cuba       | 4     | 3 | 1 | 2 | 296 | 298 | 0,993 | 6  | 7  | 0,857 |
| 4    | États-Unis | 4     | 3 | 1 | 2 | 248 | 268 | 0,925 | 4  | 8  | 0,500 |

## Classement tour préliminaire
| No  | Équipe                 | Points | Matches | Matches | Points | Points | Points | Sets | Sets   | Sets  |
| No  | Équipe                 | Points | gagnés  | perdus  | pour   | contre | Ratio  | pour | contre | Ratio |
| --- | ---------------------- | ------ | ------- | ------- | ------ | ------ | ------ | ---- | ------ | ----- |
| 1.  | Brésil                 | 17     | 8       | 1       | 728    | 550    | 1,324  | 25   | 5      | 5,000 |
| 2.  | Italie                 | 16     | 7       | 2       | 774    | 682    | 1,135  | 24   | 10     | 2,400 |
| 3.  | Russie                 | 16     | 7       | 2       | 788    | 740    | 1,065  | 21   | 14     | 1,500 |
| 4.  | Pologne                | 15     | 6       | 3       | 790    | 758    | 1,042  | 22   | 14     | 1,571 |
| 5.  | Pays-Bas               | 15     | 6       | 3       | 731    | 705    | 1,037  | 18   | 15     | 1,200 |
| 6.  | Cuba                   | 14     | 5       | 3       | 823    | 777    | 1,059  | 21   | 15     | 1,400 |
| 7.  | États-Unis             | 14     | 5       | 3       | 784    | 784    | 1,000  | 18   | 18     | 1,000 |
| 8.  | Chine                  | 13     | 4       | 5       | 816    | 777    | 1,050  | 20   | 17     | 1,176 |
| 9.  | Japon                  | 13     | 4       | 5       | 719    | 702    | 1,024  | 18   | 15     | 1,200 |
| 10. | Kazakhstan             | 10     | 1       | 8       | 681    | 781    | 0,872  | 7    | 26     | 0,269 |
| 11. | République dominicaine | 10     | 1       | 8       | 574    | 713    | 0,805  | 6    | 24     | 0,250 |
| 12. | Taïwan                 | 9      | 0       | 9       | 436    | 675    | 0,646  | 0    | 27     | 0,000 |

## Classement Final
| No | Équipe   | Points | Matches | Matches | Points | Points | Points | Sets | Sets   | Sets  |
| No | Équipe   | Points | gagnés  | perdus  | pour   | contre | Ratio  | pour | contre | Ratio |
| -- | -------- | ------ | ------- | ------- | ------ | ------ | ------ | ---- | ------ | ----- |
| 1  | Pays-Bas | 10     | 5       | 0       | 503    | 454    | 1,108  | 15   | 7      | 2,143 |
| 2  | Chine    | 9      | 4       | 1       | 476    | 438    | 1,087  | 14   | 7      | 2,000 |
| 3  | Italie   | 7      | 2       | 3       | 448    | 446    | 1,004  | 9    | 11     | 0,818 |
| 4  | Russie   | 7      | 2       | 3       | 411    | 434    | 0,947  | 9    | 11     | 0,818 |
| 5  | Brésil   | 6      | 1       | 4       | 412    | 434    | 0,949  | 8    | 12     | 0,667 |
| 6  | Pologne  | 6      | 1       | 4       | 348    | 392    | 0,888  | 5    | 12     | 0,417 |

## Distinctions individuelles
- MVP : Manon Flier
- Meilleure Marqueuse : Taismary Agüero
- Meilleure Attaquante : Taismary Agüero
- Meilleure Contreuse : Eleonora Dziękiewicz
- Meilleure Serveuse : Hao Yang
- Meilleure Passeuse : Wei Qiuyue
- Meilleure Défenseur : Zhang Xian
- Meilleure Libéro : Zhang Xian

## Tableau final
| Place              | Équipe                 |
| ------------------ | ---------------------- |
| Médaille d'or      | Pays-Bas               |
| Médaille d'argent  | Chine                  |
| Médaille de bronze | Italie                 |
| 4                  | Russie                 |
| 5                  | Brésil                 |
| 6                  | Pologne                |
| 7                  | Cuba                   |
| 8                  | États-Unis             |
| 9                  | Japon                  |
| 10                 | Kazakhstan             |
| 11                 | République dominicaine |
| 12                 | Taïwan                 |